# Stollenwörthweiher
Der Stollenwörthweiher ist ein Angler- und Badesee im Stadtteil Niederfeld, Stadtbezirk Neckarau, im Südwesten von Mannheim. Er entstand als Baggersee durch Kiesabbau im 20. Jahrhundert. Am See gibt es zwei öffentliche Schwimmbäder, das Heinz-Hunsinger-Sommerbad (Stollenwörthweiher I) am Südufer und das Sommerbad am Stollenwörthweiher (Stollenwörthweiher II) am Westufer. Beide werden von Vereinen betrieben.

## Wasserqualität
Die Wasserqualität ist sehr gut, was dem See bis zum Jahr 2010 das Prädikat Zum Baden gut geeignet einbrachte, ab 2010 das Prädikat Ausgezeichnete Qualität.